# Nabisco Masters 1986
Il Masters 1986 (chiamato anche Nabisco Masters 1986 per motivi di sponsorizzazione) è stato un torneo di tennis giocato sui campi in sintetico indoor del Madison Square Garden di New York negli Stati Uniti e nella Royal Albert Hall di Londra in Inghilterra. È stata la 17ª edizione del torneo di singolare di fine anno, la 13ª del torneo di doppio di fine anno ed era parte del Nabisco Grand Prix 1986. Il torneo di singolare si è giocato a New York dall'1 al 5 dicembre 1986, Il torneo di doppio si è disputato a Londra dal 10 al 14 dicembre 1986.

## Campioni

### Singolare
Ivan Lendl ha battuto in finale  Boris Becker con il punteggio di 6–4, 6–4, 6–4.

### Doppio
Stefan Edberg /  Anders Järryd hanno battuto in finale  Guy Forget /  Yannick Noah con il punteggio di 6–3, 7–6, 6–3